# 竹久夢二
竹久夢二（1884年9月16日—1934年9月1日）是日本畫家、詩人，本名竹久茂次郎。以美人畫聞名，作品被稱為「夢二式美人」。大正浪漫的代表畫家。

## 經歷
岡山縣邑久郡（現・岡山縣瀨戶內市）出身。創作分野包括兒童雜誌、詩文的插畫，詩、歌謠、童話等。1902年，早稻田實業學校入學，在學中自學繪畫，並在報紙・雜誌投稿插畫。詩作『宵待草』由多忠亮譜曲，曾風靡一時。晩年曾訪歐美。
1933年10月26日，訪問台灣，發表講演，並在台北市的警察會館舉辦「竹久夢二畫伯滯歐作品展覽會」。11月，返日。翌年病逝於長野縣。

## 作品

### 繪畫
- 夢二畫集　春之卷（洛陽堂 1909年）
- 夢二畫集　夏之卷（洛陽堂 1910年）
- 小曲繪本「三味線草」（新潮社　1915年）
- 露地之細道（春陽堂　1919年）
- 黑船屋
- 長崎十二景
- 女十題 等

### 繪本・插畫
- 子供之國（洛陽堂 1910年）
- 青い船（實業之日本社 1918年）
- どんたく繪本（金子書店 1923年）
- 童謠集「歌時計」（春陽堂 1919年）
- 童謠集「凧」（研究社 1926年）
- 童話集「くさのみ」（實業之日本社 1915年）
- 童話集「春」（研究社 1926年）

### 歌集・詩集
- どんたく（實業之日本社 1913年）
- 夢のumenofurusatoふるさと
- 青い小徑
- さよなら

## 關連項目
- 大正浪漫

## 外部連結
- 夢二郷土美術館 （页面存档备份，存于）（岡山縣岡山市）
- 竹久夢二伊香保記念館 （页面存档备份，存于）（群馬縣澀川市）
- 竹久夢二美術館 （页面存档备份，存于）（東京都文京區）
- 金澤湯涌夢二館 （页面存档备份，存于） （石川縣金澤市）